# Cyperus inops
Cyperus inops är en halvgräsart som beskrevs av Charles Baron Clarke. Cyperus inops ingår i släktet papyrusar, och familjen halvgräs. Inga underarter finns listade i Catalogue of Life.